# Skala logarytmiczna
Skala logarytmiczna – rodzaj skali pomiarowej, w której mierzona wartość wielkości fizycznej jest przekształcana za pomocą logarytmu.
Wartości na skali logarytmicznej są zawsze bezwymiarowe, są one albo podawane w odniesieniu do pewnej jednostki, albo będące logarytmami wielkości niemianowanych. Skala musi również mieć zdefiniowaną podstawę logarytmu. Zgodnie z właściwościami logarytmu, skala logarytmiczna może być używana jedynie do odwzorowania wielkości dodatnich. Najczęściej używa się logarytmów dziesiętnych oraz logarytmów naturalnych tj. o podstawach równych odpowiednio 10 i e.
Przy odwzorowaniu wielkości w skali logarytmicznej, używane są często specyficzne jednostki miary, właściwe dla danej dziedziny, np. bele (B) i decybele (dB) w elektronice i przetwarzaniu sygnałów czy nepery w akustyce.

## Przykłady skal logarytmicznych
Skale logarytmiczne są szeroko stosowane w nauce i technice dla odwzorowania wielkości, które przyjmują wartości z szerokiego zakresu. Przykłady skal logarytmicznych:
- skala Richtera – do określania amplitudy drgań wstrząsów sejsmicznych;
- skala decybelowa – do określania poziomu wielkości elektrycznych i akustycznych;
- skala pH  – do określania kwasowości i zasadowości wodnych roztworów związków chemicznych;
- skala entropii w termodynamice;
- skala Krumbeina – dla określania wielkości ziaren w geologii;
- skala wielkości gwiazdowych.

Należy zaznaczyć, że skala logarytmiczna jest w pewnych zastosowaniach skalą naturalną, ze względu na to, że zmysły człowieka reagują na bodźce właśnie w sposób logarytmiczny, a nie liniowy (patrz: prawo Webera-Fechnera).
Na skali logarytmicznej wygodnie jest prezentować wzrost wykładniczy, dlatego często błędnie określa się go jako logarytmiczny. W tej skali wzrost logarytmiczny nie jest coraz szybszy, lecz coraz wolniejszy, jak widać na rysunkach obok.